# Rallye de la Costa Brava
Le Rallye de la Costa Brava est une compétition annuelle de rallye automobile espagnole sur asphalte, organisée par la fédération motocycliste espagnole à ses tout débuts, et dont l'arrivée se dispute à Barcelone.

## Histoire
Son organisation est particulièrement complexe tout au long de ces soixante dernières années.
Sa première édition a lieu le 10 mai 1953. Voitures et motos concourent durant la même épreuve, mais les 4 roues ne sont alors que 3… sur 40 participants. En 1959-60, les 2 roues sont même un temps les seules à être admises. 
Il intègre définitivement le championnat d'Espagne à partir de 1967, et le tour du championnat d'Europe des rallyes arrive en 1972 (le futur Champion d'Europe italien étant le vainqueur la même année), pour un maintien continuel jusqu'en 1990 (sous forme du Rally Cataluña-Costa Brava les trois dernières années, après sa fusion avec le Rallye de Catalogne).
En 1991 le Rally España Cataluña-Costa Brava intègre le Championnat du monde des rallyes, à la 39e édition pour la Costa Brava et à la 27e pour la Catalogne.
Il reprend son autonomie propre après seize années d'association, en 2005 (le terme de Costa Daurada remplaçant celui de Costa Brava en WRC), et retrouve sa place en championnat d'Espagne de 2006 à 2009.
Une épreuve "Historic" existe depuis 2004. Elle est remportée en 2005 par Antonio Zanini (recordman au nombre de victoires totales - 4), et coexiste avec un rallye classique de voitures modernes de 2005 à 2009. Depuis 2010 seules existent des courses de véhicules anciens. Le championnat européen "Historic" est intégré la même année.
9 Champions d'Europe différents l'ont remporté en 15 ans, ainsi qu'un champion de l'IRC.

## Palmarès
| 1967        | 15º Rally Costa Brava                         | Bernard Tramont                               | Alpine A110 1300                              | -                                             |                                               |                                               |
| 1968        | 16º Rally Costa Brava                         | Manuel Juncosa                                | ?                                             | -                                             |                                               |                                               |
| 1969        | 17º Rally Costa Brava                         | Estanislao Reverter                           | Porsche 911 R                                 | -                                             |                                               |                                               |
| 1970        | 18º Rally Costa Brava                         | Manuel Juncosa                                | Fiat Abarth 2000 OT                           | -                                             |                                               |                                               |
| 1971        | 19º Rally Costa Brava                         | José Manuel Lencina                           | Porsche 911 S                                 | -                                             |                                               |                                               |
| 1972        | 20º Rally Costa Brava                         | Lele Pinto                                    | Fiat 124 Spider                               | +                                             |                                               |                                               |
| 1973        | 21º Rally Costa Brava                         | Sandro Munari                                 | Lancia Fulvia HF                              | +                                             |                                               |                                               |
| 1974        | 22º Rally Costa Brava                         | Claude Haldi                                  | Porsche Carrera                               | +                                             |                                               |                                               |
| 1975        | 23º Rally Costa Brava                         | Maurizio Verini                               | Fiat 124 Abarth                               | +                                             |                                               |                                               |
| 1976        | 24º Rally Costa Brava                         | Antonio Zanini                                | Seat 1430-1800                                | +                                             |                                               |                                               |
| 1977        | 25º Rally Costa Brava                         | Beny Fernández                                | Ford Escort RS 1800                           | +                                             |                                               |                                               |
| 1978        | 26º Rally Costa Brava                         | Tony Carello                                  | Lancia Stratos HF                             | +                                             |                                               |                                               |
| 1979        | 27º Rally Costa Brava                         | Antonio Zanini                                | Fiat 131 Abarth                               | +                                             |                                               |                                               |
| 1980        | 28º Rally Costa Brava                         | Antonio Zanini                                | Porsche 911 SC                                | +                                             |                                               |                                               |
| 1981        | 29º Rally Costa Brava                         | Adartico Vudafieri                            | Fiat 131 Abarth                               | +                                             |                                               |                                               |
| 1982        | 30º Rally Costa Brava                         | Tony Fassina                                  | Opel Ascona                                   | +                                             |                                               |                                               |
| 1983        | 31º Rally Costa Brava                         | Massimo Biasion                               | Lancia 037 Rally                              | +                                             |                                               |                                               |
| 1984        | 32º Rally Costa Brava                         | Michele Cinotto                               | Audi Quattro                                  | +                                             |                                               |                                               |
| 1985        | 33º Rally Costa Brava                         | Massimo Biasion                               | Lancia 037 Rally                              | +                                             |                                               |                                               |
| 1986        | 34º Rally Costa Brava                         | Fabrizio Tabaton                              | Lancia Delta S4                               | +                                             |                                               |                                               |
| 1987        | 35º Rally Costa Brava                         | Salvador Servià                               | Volkswagen Golf GTI                           | +                                             |                                               |                                               |
| 1988 à 2004 | Épreuve confondue avec le Rallye de Catalogne | Épreuve confondue avec le Rallye de Catalogne | Épreuve confondue avec le Rallye de Catalogne | Épreuve confondue avec le Rallye de Catalogne | Épreuve confondue avec le Rallye de Catalogne | Épreuve confondue avec le Rallye de Catalogne |
| 2005        | 53º Rally Costa Brava                         | Josep María Membrado                          | Renault Clio S1600                            | -                                             |                                               |                                               |
| 2006        | 54º Rally Costa Brava                         | Daniel Solà                                   | Citroën C2 S1600                              | -                                             |                                               |                                               |
| 2007        | 55º Rally Costa Brava                         | Miguel Fuster                                 | Abarth Grande Punto S2000                     | -                                             |                                               |                                               |
| 2008        | 56º Rally Costa Brava                         | Sergio Vallejo                                | Porsche 911 GT3                               | -                                             |                                               |                                               |
| 2009        | 57º Rally Costa Brava                         | Andreas Mikkelsen                             | Skoda Fabia S2000                             | -                                             |                                               |                                               |